# Битка за Купрес 1942.
Битка за Купрес одиграла се од 28. јулa до 20. августа 1942. године. Оперативна група бригада Врховног штаба НОВЈ настојала је да изолује усташки гарнизон у Купресу и у више наврата покушала да га концентричним ударом ликвидира. Сви напади су остали безуспешни и поред осетних губитака, па је Врховни штаб 20. августа одустао од опсаде Купреса и усмерио своје снаге према Мркоњић Граду и Јајцу.
Иако битка за Купрес није имала велики оперативни значај ни за једну од страна у сукобу, обе стране испољиле су у борби изузетно залагање и пожртвовање. Међу партизанским борцима и у народу остало је трајно горко сећање на изгубљену битку и тешке губитке. Осим недовољне бројности и недовољне опремљености, узрок пораза лежао је и у неадекватном командовању, планирању, погрешној употреби, кaо и недовољној међусобној сарадњи јединица. Битка је за младе бригаде представљала ратну лекциjy из које су извучена значајна искуства.

## Намере сукобљених страна
У источним крајевима партизани су били принуђени на дефанзиву, што је исцрпљивало њихове људске и материјалне ресурсе. Врховни штаб увидео је да се партизански рат може успешно водити једино офанзивном стратегијом, брзим покретима и изненадним нападима. Након исцрпљујућих вишемесечних борби против италијанско-четничких снага у источној Херцеговини, Црној Гори и Санџаку, Врховни штаб је донео одлуку да од преосталих ударних снага у тим крајевима формира групу бригада и са њима покрене наступни марш према западу и северозападу, успостављајући везу са својим снагама у западној Босни и Далмацији.
Четири формиране пролетерске бригаде отпочеле су наступање из источне Херцеговине 24. јуна, а још две бригаде кренуле су истим путем крајем јула. Током јула једнице су очистиле гарнизоне НДХ у долини Неретве и на комуникацији Сарајево - Мостар и избиле у Ливањско и Купрешко поље и у долину реке Врбас.
Област којом су наступале бригаде налазила се највећим делом у италијанској окупационој зони. Италијани су у мају и јуну одлучили да изврше реогранизацијују свог окупационог система, те су повукли своје трупе из готово свих места у унутрашњости и предали их снагама НДХ.
Власти НДХ доживљавале су италијанску окупацију као ограничење свог суверенитета. Међутим, у другој половини 1941. и првим месецима 1942. услед јаког притиска устаника, повлачење Италијана није долазило у обзир. Подела устаника на четнике и партизане до које је дошло у првим месецима 1942. године, продубљивање сукоба међу њима и склапање примирја са неким четничким групацијама током пролећа у великој мери је олакшало ситуацију у којој су се налазиле власти НДХ. Тако су оне крајем пролећа интензивно радиле на изградњи своје војне и цивилне администрације у Босни и Херцеговини.
Међутим, за успешно извршење овог подухвата нису располагали довољним људским и материјалним ресурсима, као ни потребном подршком становништва. Отуда се група партизанских бригада у почетку свог наступања сусретала са слабијим одбрамбеним снагама, састављеним од локалне милиције, мањих војних јединица слабе борбености и само мањим групама усташа. Тако су партизани с лакоћом заузели Коњиц, Прозор и Горњи Вакуф. Овај продор партизана изазвао је узбуну у структурама НДХ и хитно ојачавање осталих гарнизона елитним усташким снагама из Првог стајаћег дјелатног здруга, такозване Црне легије и јачим домобранским формацијама са припадајућом ратном техником.
Дошло је до неке врсте битке са временом која је одлучивала судбину гарнизона у Босни, до трке између снага НДХ и НОВЈ.
Партизани су ову трку у великој мери изгубили, и тако за неко време испустили иницијативу из руку. Заварани претходним лаким успесима, нису посветили довољно пажње непријатељевим намерама и активностима, и нису извршили довољан притисак на непријатељске комуникације. Тако су почетком августа усташки гарнизони у горњем току Врбаса, те Купрес, Ливно и оближња места, знатно ојачани. Уместо неколико стотина наоружаних цивила, сад су се пред партизанима налазиле хиљаде фанатичних усташа предвођених својим командантима пуковником Францетићем, пуковником Шимићем и бојником Бобаном, који су почетком августа руководили борбама у области Ливна, Бугојна и Купреса.
То је довело до неуспеха. Врховни штаб је оперативну групу поделио на два дела: северну групу, коју су сачињавале Друга и Четврта пролетерска, и јужну, од Прве и Треће пролетерске. Северној групи дат је задатак да делује у горњем току Врбаса и да заузме Бугојно и Доњи Вакуф, а као споредни циљ да ликвидира гарнизон у Купресу. Јужна група добила је задатак да заузме Ливно и околна упоришта.
Задатак постављен пред северну групу, имајући у виду однос снага, одлучност и утврђеност непријатеља, био је нереалан. Ситуацију је погоршало слабо и недоследно руковођење, тако да ова група није успела да прекине непријатељев саобраћај у овој области. Стога је напад на Бугојно у два наврата (16./17. и 20./21. јула) завршен неуспехом, а група није успела ни да блокира гарнизоне, већ се нашла изложена испадима усташа из Бугојна и Купреса. Тада је Врховни штаб донео одлуку да ова група ликвидира гарнизон у Купресу.
У међувремену, јужна група успела је да у борбама 5.-6. августа сломи отпор усташко-домобранског гарнизона и заузме Ливно. Ова победа је донекле олакшала ситуацију северне групе и имала далекосежан значај за развој Народноослободилачког покрета.

## Тврђава Купрес
Купрес је пред Други светски рат био варошица са не више од 1.000 становника, смештена у крашком пољу између планина, удаљена од главних путева и од главних токова цивилизације. Становништво у Купресу и околини било је етнички и верски шаролико - најбројнији су били Срби, затим Хрвати, а постојала је и значајна популација Муслимана - Бошњака. Фашистичка пропаганда у овом крају имала је 1941. године знатног успеха у стварању међуетничког неповерења и мржње. Након образовања НДХ створене су и наоружане усташке групе, које су починиле бруталне и масовне масакре над српским становништвом. Током устанка, међу несрпским становништвом проширио се страх од одмазде, чему су допринели фашистички агитатори на обе стране. То је довело до продубљивања етничке мржње и међусобног страха, што је довело до високе успешности у мобилисању несрпског становништва у снаге НДХ. При појави устаника, практично сви одрасли мушкарци би узимали пушке у руке и сврставали се у јединице усташке милиције.
Појава пролетерских бригада изазвала је такву мобилизацију. Пред сваким јачим нападом муслиманско и католичко становништво склањало се са породицама и стоком у Купрес. Стварању страха и неповерења доприносили су руководиоци НДХ - на пример, пуковник Шимић у извештају од 3. августа каже да „партизани пале сва муслиманска и католичка села око Купреса“. Концентричан напад партизана на Купрес довео је до тога да су у градићу, поред становништва, нашло још око 9.000 избеглица из околних села, док су се мушкарци сврстали у усташке јединице, решени да се боре до последњег.

## Ток битке
Након одбијања напада на Бугојно, Друга пролетерска бригада је распоредила своје батаљоне на цесту између Купреса и Бугојна и између Купреса и Благаја. Јединице су вршиле чишћење терена нападајући чете локалне усташке милиције. Гонећи усташку милицију из Злосела, бригада је у два наврата упала у сам Купрес, а 28. јулa готово је успела да га заузме. Међутим, наредних дана нашла се под ударом јачих усташких снага из Бугојна, које су настојале да се пробију у Купрес ради ојачања гарнизона. Петог августа у зору истовремено су кренуле у наступање усташе из Бугојна и из Купреса. Вештим маневром успели су да одбаце бригаду према Благају и да око четири поподне уђу у Благај и почну са паљевином и пљачком. Контранападом бригада је успела да их одбаци из Благаја, али није успела да спречи спајање двеју група и пристизање појачања у Купрес.
Врховном штабу постало је јасно да се мора створити већа концентрација снага уколико се жели ликвидирати купрешки гарнизон. Поред локалних партизанских јединица, ангажовао је Прву крајишку бригаду и неке батаљоне из јужне групе. Прва крајишка била је међутим ангажована у борбама за Кључ и у околини Санског Моста, па је напад организован без ње.
Спољашњу одбрану Купреса чинили су утврђени положаји у оближњим селима: Злоселима, Османлијама, Олову, Чар дачици, Алајбеговом Оџаку, Беговом Селу, Горавцима, Отиновцима, Ботуну, Кукавицама, Врилу и Брдима, као и на узвишењима. Нарочито су били утврђени положаји на северној и северозападној страни: на висовима Малим и Великим Вратима, Малом Стожеру, Малој Плазеници и Чардачици. Са западне је стране читав низ насеља и брежуљака, утврђених рововима, био укључен у систем одбране, док је с јужне и источне стране голо поље представљало, само по себи, препреку за нападача јер је било контролисано ватром из утврђења на ивици града. У пољу на око 200 метара од првих кућа поред пута за Вуковско налазио се бетонски силос са којег су усташе митраљезима контролисале прилазе месту.

### Први напад на Купрес
План напада био је једноставан: партизанске бригаде требало је да концентричним нападом ликвидирају спољашњу одбрану, упадну у место и униште противника. Напад је предвиђен за 21 час 11. августа. Имали су да изведу: Друга и Четврта пролетерска, Десета херцеговачка и Други батаљон Треће пролетерске бригаде, батаљони "Пелагић" и „Искра“ Трећег крајишког одреда и Купрешка партизанска чета - укупно 13 батаљона, односно нешто мање од 2.000 бораца. Главни удар, између комуникација које воде од Бугојна за Купрес изводиле су Друге и Четврте пролетерске бригаде, и батаљон Трећег крајишког одреда.
Штаб Друге пролетерске бригаде је упутио Први и Трећи батаљон према Малим и Великим Вратима, Малој Плазеници и Малом Стожеру, да заузму те јаке објекте који штите град са северне и североисточне стране и да пресецањем комуникације спрече сваки покушај интервенције непријатеља из Бугојна. Пошто су се на положајима дуж пута налазили јачи непријатељеви делови, укопани у рововима, то су партизани наишли на жилав отпор. Придајући значај тим објектима, јер је њиховим држањем обезбеђивао комуникацију на најугроженијем месту, тј. на превоју између Купрешког поља и долине Поричнице, непријатељ је настојао да се по сваку цену одржи на њима. Па ипак, и поред све упорности, усташе су, снажним јуришима бораца Друге пролетерске бригаде, биле принуђене да напусте положаје и да се повуку, делом у Купрес, а делом ка Бугојну.
У оштрим борбама, које су трајале до пред зору, бомбаши су освајали ров по ров. Пошто су овладали Великим Вратима, батаљони Друге пролетерске бригаде су извршили рушења и запречавања на друму од Великих Врата до Копривнице. Сви дрвени мостови били су попаљени, а друм је прекопан дубоким јарковима и закрчен великим бројем стабала.
У међувремену су Други и Четврти батаљон напали непријатељеве положаје на Чардачици, где је такође дошло до јаке борбе. Усташе су пружиле снажан отпор и у први мах задржале партизане. Међутим, поновљеним јуришем, батаљони су сломили одбрану и потисли усташе у град. Настављајући напад партизани су се дохватили и првих кућа, где су успели да заплене три пушкомитраљеза, али је ту њихов продор био заустављен. Делови Трећег крајишког НОП одреда (чета батаљона "Пелагић", Купрешка чета и Стројички вод), наступајући дуж старог друма који се спушта у град падинама Мале Плазенице, избили су такође пред прве куће, где су храбро погинули познати крајишки команданти, народни хероји Симо Шолаја и Душан Метлић. Продор делова Друге пролетерске бригаде и Трећег крајишког одреда у северни део варошице није могао бити извршен јер је, услед снажног отпора непријатеља, силина напада попустила. Усташе су на том простору убациле своје резерве, брзо локализовале местимичне продоре партизана и тако успеле да консолидују одбрану. Пошто су друге јединице биле задржане на прилазима граду, то су се оба батаљона Друге пролетерске бригаде и делови Трећег крајишког одреда нашли у тешкој, ситуацији. Дан је затекао ове усамљене делове пред непријатељевим утврђењима, изложене јакој ватри. Како је било очигледно да се више не може ништа учинити и да би свако даље инсистирање на продору у град било неоправдано, штаб бригаде је обуставио напад, а јединице повукао на Чардачицу и Малу Плазеницу.
Штаб Четврте пролетерске бригаде је у 21 час упутио у напад четири батаљона, док је Пети батаљон задржао у резерви на Великом Стожеру. Први батаљон се спустио с Великог Стожера и напао Бегово Село и Алајбегов Оџак, где су се налазили истурени делови усташке милиције. У наступању и у борбама око ових села батаљон се задржао нешто дуже, тако да је тек око 2:30 часова избио пред Купрес. Терен којим је наступао био је врло непогодан: борци су морали да се крећу равницом на којој није било никаквих заклона. Снажан отпор усташа није давао нападачу реалне изгледе за продор у град. Штаб батаљона се нашао пред тешким, готово нерешивим проблемом. Како није имао везе са суседним јединицама Друге пролетерске бригаде, а ватру с Великих Врата и падина Мале Плазенице у бок својих јединица је оценио као непријатељеву, он је закључио да оне нису заузеле Велика Врата и Плазеницу и да би у таквој ситуацији, када је непријатељ држао те јаке објекте и силос, било неоправдано наставити напад који није обећавао ништа друго осим бескорисних жртава. Зато је, пред зору, одлучио да обустави напад и повуче своје чете на Велики Стожер.
Остала два батаљона Четврте пролетерске бригаде, који су нападали с југа, преко Купрешког поља, наишли су на отпор непријатеља још у селу Брдима, око 4,5 km јужно од Купреса. Непријатељеви истурени делови су се, међутим, брзо повукли. Батаљони су одмах наставили наступање ка Купресу. Пошто су изгубили доста времена на запоседање Погане Главице, Други батаљон је пред зору избио пред Купрес. Пошто није успео да ухвате везу са суседним јединицама и оценивши да би према тренутној ситуацији самостално наступање било безизгледно и довело до непотребних жртава, штаб је у зору извукао свој батаљон из додира са непријатељем.
Јединице НОВЈ током ноћи успешно су савладале спољашњу одбрану места, али су при томе изгубиле доста времена и снаге. Тако су се у зору нашле на отвореном пољу, без погодних заклона, пред главном непријатељском линијом одбране на ивици места која нигде није била озбиљно нарушена. Једино је Друга пролетерска НОУ бригада, направила ограничен продор у северном делу места. Штабови су стога повукли своје батаљоне изван домашаја непријатељске ватре и напад се угасио.
Одступајући кроз усташка села Олово, Османлије, Злосела, Ботун и Врила, партизани су, у циљу одмазде, запалили 46 кућа и штала и отерали 461 говедо и 1762 овце.
Оценивши да је напад сузбијен и да се партизанске јединице повлаче, усташе су кренуле за њима да би их разбиле и распршиле. Из града су се, у свим правцима, упутиле колоне усташа, подржане артиљеријском ватром и дејством авиона, док су истовремено из Бугојна кренули јачи делови да би рашчистили пут за Купрес. Нарочито је активно било дејство авиона, који су, по мишљењу команданта јединица у Купресу, стигли у прави тренутак и много допринели да напад партизана буде одбијен. Пред наступањем надмоћних снага и налетима авијације, јединице Друге пролетерске бригаде, су се око 9 часова повукле са Чардачице и Мале Плазенице, а усташе су продужиле ка Великим и Малим Вратима и Малом Стожеру. Под упорним притиском усташа, Друга пролетерска бригада је била принуђена да одступи и с тих положаја, које су усташе затим запоселе и тако поново ослободиле своју комуникацију за Бугојно.

### Други напад на Купрес
Делегат Врховног штаба Сретен Жујовић стекао је утисак да су разлози за неуспех напада, осим објективних околности, и недовољна умешност и недовољно залагање јединица, и ту своју оцену пренео је Врховном штабу. Штабу Четврте пролетерске бригаде, упутио је писмо у којем га је имплицитно прекорио примером Друге пролетерске. Ово је међу борцима Четврте пролетерске створило снажну мотивацију да се докажу у борби и отклоне сумње у своју борбену вредност. У таквој атмосфери чак су и рањеници из болнице Брано Селић и Илија Вујисић, студенти из Колашина, инсистирали да заједно са својим батаљонима крену у напад. Обојица су погинули исте ноћи.
Врховни штаб је у убеђењу да је уз бољу организацију могуће постићи успех, интервенисао и наредио јединицама да задрже блокаду Купреса и да се припреме за поновни напад. Међутим, након неуспеха 11./12. августа, план није битније коригован у свом најслабијем делу: и даље је предвиђао концентричан напад са свих страна, што је подразумевало да ће знатан број јединица морати да приђе непријатељским одбрамбеним положајима преко широког брисаног простора без иједног заклона под ударом снажне непријатељске ватре.
Пошто за одступање није било нити има узрока, то задржите бригаду на садашњим својим положајима, а најдаље на полазном положају, одакле би се предузео поновни напад уз помоћ Крајишке бригаде, која долази.
Врховни штаб је одлучио да се поновни напад на Купрес одложи за 13/14. август и изведе снагама Друге и Четврте пролетерске, Прве крајишке и Десете херцеговачке и два батаљона Треће пролетерске бригаде, делом Трећег крајишког НОП одреда и батаљона "Војин Зиројевић" - укупно 16 батаљона, односно 2.400 бораца. Требало је да нападају: Друга пролетерска бригада са севера, од Малих врата и Великих врата; Прва крајишка и Десета херцеговачка НОУ бригада са запада и југозапада; 4. пролетерска бригада са источне и јужне стране, на истом одсеку и истим правцем којима је и први пут нападала. Почетак напада: 13. август у 21:00.

У наређењу Штабу Четврте пролетерске бригаде, врховни командант Јосип Броз Тито је посебно нагласио значај предстојећег напада: 
Ми морамо уништити ово усташко гнездо. Зато се поновни одсудни напад мора правилно поставити пред борце и пред старешине... Све јединице и старешине упознајте са задацима.
Усташки браниоци били су свесни да предстоји напад и добро су организовали ватрену контролу свих прилаза Купресу. Отуда се није могло ни мислити о прикривеном убацивању неких јединица у дубину непријатељске одбране, што је била омиљена партизанска тактика. Све јединице морале су да се привуку на јуришну удаљеност и да јуришом савладају чистину контролисану густом непријатељском ватром и докопају се првих кућа.
Поучене искуством из првог напада, партизанске бригаде су претходна фазу савладавања спољашње одбране око Купреса савладали много ефикасније, и све јединице су се до десет сати увече нашле у борби на првој линији кућа или надомак ње. Уследио је јуриш на ровове, митраљеска гнезда и утврђене зграде на рубу вароши.
Већ у овој фази, усташе су постигле битан успех, наневши партизанским јединицама на прилазима тешке губитке. Систем ватре био је веома добро организован и веома густ, тако да, чим би открили присуство партизана на одређеном сектору, уследила би интензивна унапред припремљена минобацачка и митраљеска ватра. Најтеже губитке претрпели су други и четврти батаљон Четврте пролетерске бригаде.
Све јединице су, трпећи тешке губитке су по групама успели да продру у прве ровове и докопају се првих кућа. Уз помоћ бомбаша напредовало се по групама, корак по корак, од куће до куће. Први батаљон Четврте пролетерске бригаде, напредовао је дуж главне улице. Прва крајишка бригада пробила се до усташке батерије брдских топова и ватреном контролом онемогућила њено коришћење, међутим, упркос великом залагању да освоји топове, заустављена је на 30 метара од њих. Међутим, ови местимични продори нису поколебали усташку одбрану. Усташе су успеле су да одрже у својим рукама најзначајније објекте: силос, жандармеријску касарни и Хрватски дом, и да нанесу нападачима озбиљне губитке. Пуковник Шимић све време је чврсто држао јединице у својим рукама, координирао одбрану и интервенисао резервом на угроженим секторима.
Командант Девете пјешачке пуковније каже у извештају:
"У три тврдо зидане зграде увукли су се партизани одакле су давали очајнички отпор. Пуковник Шимић издао је заповијест да се те зграде бомбардују из топова и поруше како би се могла та гнијезда уништити."
Непријатељ је очајнички и снажно интервенисао на наше дијелове који су упали у град и у једном моменту борним колима, артиљеријом и пакленом ватром из дијела града према силосу успио да заустави наше јединице пред утврђеном касарном на једну трећину вароши. Штабови наших батаљона правилно су реаговали на појаву борних кола, склањајући људство у зграде и позади зграда и формирајући бомбашке групе, које су напале борна кола са крагујевачким бомбама, но успјели су само да дјелимично оштете кола. 
Партизани нису успели да успоставе команду и везе у Купресу. Заменик команданта Четврте пролетерске бригаде, Шпиро Мугоша пробио се са јединицама у Купрес, али је био одсечен и погинуо заједно са свим куририма.
Пред зору, партизанске јединице биле су изморене, десетковане и суочене са оскудицом муниције. Такође, било је неопходно извући велики број рањеника. Било је очигледно да усташки отпор не попушта и да партизански напади више немају изгледа на успех. У тој ситуацији штабови су издали наређење за одвајање од непријатеља и извлачење из Купреса.
У овој ситуацији усташке јединице у Купресу поново су демонстрирале своју чврстину и одлучност. Осетивши попуштање партизанског притиска, усташки штаб покренуо је своје јединице у општи контранапад у у гоњење партизанских јединица у повлачењу. У овоме су испољили енергичност, и партизани су били принуђени на огорчену одбрану заштитних делова да би спречили одсецање јединица и омогућили извлачење рањеника. Неколико рањеника које су усташе ухватили зверски је масакрирано.
Након сређивања јединица, Врховни штаб је, осведочивши се у отпорну снагу купрешког гарнизона, одустао од даљих напада и усмерио оперативну групу бригада према Мркоњић Граду и Јајцу.

## Резултат битке
Обе стране претрпеле су током битке значајне губитке, при чему су партизани несумњиво прошли знатно горе.
Браниоци Купреса имали су само током ноћи 13./14. августа према властитом извештају 135 избачених из строја, од којих 33 погинула, 72 рањених и 28 заробљених.
У нападу током те ноћи партизанске јединице имале су 98 погинулих и 141 рањеног борца, од којих је само Четврта пролетерска имала 73 погинула и 51 рањеног борца.
Битка за Купрес представљала је значајну победу за усташке војне снаге у Босни. Међутим, то је био краткотрајан успех. Партизанске јединице и штабови извукле су искуства из овог неуспеха и у следећим недељама задали су усташама више тешких пораза који су крунисани заузимањем Јајца 24. септембра 1942. године.
Пораз на Купресу представљао је за партизанске јединице и штабове мрљу на војничком поносу. Друга пролетерска је још једном напала Купрес 28. децембра 1942. године, али поново без успеха. Купрес је коначно освојила Трећа крајишка бригада 3. октобра 1943. године, након чега никад више није представљао значајније утврђење.